# Zygmunt Lecewicz

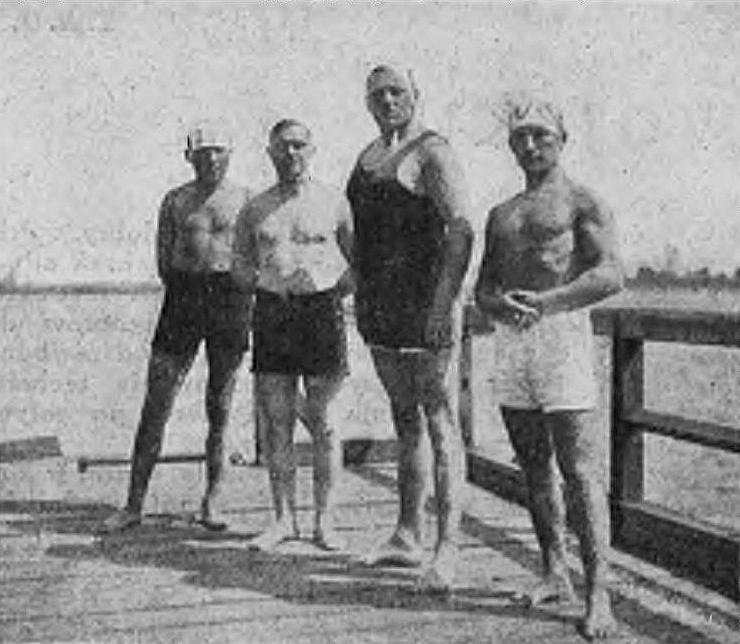
Uczestnicy zawodów w pięcioboju nowoczesnym o mistrzostwo OK I w 1923: kpt. Juliusz Hut, mjr Edward Żarski, ppłk. Zygmunt Lecewicz, por. Edward Billig

Zygmunt Antoni Lecewicz (ur. 5 lutego 1885, zm. 9 maja 1944 w Rawiczu) – pułkownik kawalerii Wojska Polskiego.

## Życiorys
W czasie I wojny światowej walczył w szeregach Zaamurskiego Okręgu Samodzielnego Korpusu Straży Granicznej (ros. Отдельный корпус пограничной стражи). Jego oddziałem macierzystym był 6 Zaamurski Konny Pułk Straży Granicznej (ros. 6-й Заамурский пограничный конный полк) .
Po odzyskaniu niepodległości przez Polskę został przyjęty do Wojska Polskiego. Uczestniczył w wojnie polsko-bolszewickiej w szeregach 16 Pułku Ułanów Wielkopolskich. 
1 czerwca 1921 pełnił służbę w Okręgowej Komendzie Transportów Wojskowych w Warszawie, a jego oddziałem macierzystym był 16 puł. Został awansowany do stopnia podpułkownika kawalerii ze starszeństwem z dniem 1 czerwca 1919. Po wojnie pozostawał oficerem 16 pułku ułanów, stacjonującego Bydgoszczy. Jako oficer nadetatowy jednostki w 1923, 1924 pełnił stanowisko szefa Wojskowego Wydziału Kolejowego Warszawa. 
6 października 1922 zajął piąte miejsce w mistrzostwa Polski wojska w strzelaniu. W sierpniu 1923 wygrał zawody w pięcioboju nowoczesnym o mistrzostwo Okręgu Korpusu I. 11 maja 1924 zajął drugie miejsce w zawodach strzeleckich OK I. 
Z dniem 15 stycznia 1925 został przeniesiony do 4 pułku strzelców konnych w Płocku na stanowisko pełniącego obowiązki dowódcy pułku. 1 stycznia 1928 został mianowany pułkownikiem ze starszeństwem z 1 stycznia 1928 i 2. lokatą w korpusie oficerów kawalerii. W marcu 1929 został przeniesiony do kadry oficerów kawalerii z równoczesnym przeniesieniem służbowym do Wojskowego Zakładu Remontu Koni na stanowisko zarządcy Zapasu Młodych Koni w Jarosławiu. W 1932 był zarządcą Zapasu Młodych Koni w Górze Kalwarii. Na przełomie 1933/1934 był oficerem Kierownictwa Remontów Koni. Z dniem 30 czerwca 1934 został przeniesiony w stan spoczynku.
W 1940 został aresztowany za działalność wywiadowczą w Niemczech przed wojną i osadzony na Pawiaku . Zmarł 9 maja 1944 w więzieniu w Rawiczu . Został pochowany na cmentarzu Parafii Chrystusa Króla i Zwiastowania Najświętszej Maryi Panny w Rawiczu.

## Ordery i odznaczenia
- Krzyż Walecznych (dwukrotnie)[21][22]
- Złoty Krzyż Zasługi (10 listopada 1928)[23][21]
- Krzyż Komandorski Orderu Korony Rumunii (Rumunia)[24]
- Krzyż Oficerski Order Błyszczący (Francja)[24]
- Medal Zwycięstwa (Médaille Interalliée)[24]

7 października 1935 Komitet Krzyża i Medalu Niepodległości odrzucił wniosek o nadanie mu tego odznaczenia „z powodu braku pracy niepodległościowej”.